# 浜松北郵便局
浜松北郵便局（はままつきたゆうびんきょく）は静岡県浜松市中央区にある郵便局。民営化前の分類では集配普通郵便局であった。

## 概要
住所：〒433-8799 静岡県浜松市中央区初生町1416-8

## 沿革
- 1977年（昭和52年）9月19日 - 浜松北郵便局として、浜松市初生町にて開局。同日、三方原郵便局[1]から集配事務ならびに和文電報受付および電話通話事務を移管[2]。
- 1980年（昭和55年）8月1日 - 浜松高丘簡易郵便局の廃止に伴い、取扱事務を承継。
- 1998年（平成10年）9月1日 - 外国通貨の両替および旅行小切手の売買に関する業務取扱を開始。
- 2006年（平成18年）10月1日 - 都田郵便局から「431-21xx」区域の集配業務を移管[3]。
- 2007年（平成19年）10月1日 - 民営化に伴い、併設された郵便事業浜松北支店に一部業務を移管。
- 2012年（平成24年）10月1日 - 日本郵便株式会社発足に伴い、郵便事業浜松北支店を浜松北郵便局に統合。

## 取扱内容
- 郵便、印紙、ゆうパック、内容証明
- 貯金、為替、振替、振込、国際送金、外貨両替・トラベラーズチェック、国債、投資信託
- 生命保険、バイク自賠責保険、自動車保険
- ゆうちょ銀行ATM
- 「433-81xx」「431-21xx」区域（浜松市浜名区の一部、浜松市中央区の一部）の集配業務
- ゆうゆう窓口（24時間営業ではない。）

## 周辺
- 静岡県立浜松工業高等学校
- 浜松市立北星中学校
- 航空自衛隊浜松基地
- 国道257号

## アクセス
- 遠鉄バス 曳馬野停留所下車
- 東名高速道路 浜松西ICから北東へ約4km
- 駐車場あり：25台